# Toni Tuklan
Toni Tuklan, kurz Tuklan (* 1970 in Nigeria), ist ein nigerianisch-deutscher Rapper und Reggae-Dancehall-Musiker.

## Leben

### Ausbildung und frühe Karriere
Toni Tuklan wurde in Nigeria geboren und studierte an der Kwara State Polytechnic in Ilorin, Bundesstaat Kwara, Diplom-Marketing, Sozialverwaltung und Kommunalentwicklung. 1994 kam er mit Hilfe seines älteren Bruders, einem in der Oberliga spielenden Profifußballer, nach Deutschland. In Paderborn begann Tuklan ein Zweitstudium, Fachrichtung Maschinenbau, beschäftigte sich jedoch nebenbei mit Afro-Pop-Reggae-Musik und begann 1996, hauptberuflich Musik zu machen. 1997 begann er eine Zusammenarbeit mit seinem jüngeren Bruder, dem Reggaemusiker Massiv Rex. Die beiden traten 1999 gemeinsam auf dem Kölner Ringfest auf, es folgten Auftritte in den Italien, England, Lettland, Bulgarian, Romanien, Kosovo, Kroatien und Polen sowie eine Zusammenarbeit mit DJ Tomekk, DJ Bo, Rico Bernasconi, Tom Pulse.

### Durchbruch
2013 hatte Tuklan ersten größeren kommerziellen Erfolg, als er gemeinsam mit dem italienischen Musiker Vito Lavita den Sommersong Danzare, der Platz 94 der deutschen und Platz 42 der österreichischen Charts erreichte. 2014 folgte mit Edu Casanova der WM-Song Illumina.
Der Durchbruch gelang Tuklan 2015 mit dem Hit Ebony Eyes, den er gemeinsam mit Sean Paul, Rico Bernasconi und A-Class aufnahm. Das Stück erreichte in Deutschland Platz 28 der Musikcharts, Platz 3 der DJ Top 100, Platz 10 der Dance 50 und Platz 3 der Spotify-Charts. In Italien, Schweden, Australien und den Niederlanden schaffte der Song es in die Top 10.
2016 wurde Tuklan vom African Heritage Magazine in die Top 10 der einflussreichsten Afrikaner gewählt, erhielt eine Auszeichnung als UNO Eminente Friedensbotschafter und wurde bei der Veranstaltung The 100 Living Legends in Hamburg mehrfach ausgezeichnet.

### Privates
Tuklan wohnt seit 2010 in Werne, Nordrhein-Westfalen.

## Diskografie (Auswahl)
- 2010: One Time (feat. Beenie Man)
- 2013: Danzare (feat. Vito Lavita)
- 2013: Hey (feat. Ce’Cile)
- 2014: Illumina (feat. Edu Casanova)
- 2015: Ebony Eyes (feat. Sean Paul, Rico Bernasconi & A-Class)
- 2017: Crazy World (feat. Johnny Strange & Solion)
- 2018: Blazin (feat. Da'Ville)
- 2020: Wimpa (Eye Lashes)
- 2020: Make Your Mind Up (feat. EEDB & Tito Jackson feat. Kaos MC & Duendy Primero)
- 2021: Higher – (feat. N.G.M)
- 2021: Can't Wait (Till Dawn) – Toni Tuklan & Tom Pulse
- 2021: Sweet Vibes (Loose Control) – (feat. Chiaka Rankin & Caellis)